# Classe Turya
La classe Turya est le code OTAN d'une famille de torpilleurs développés pour la Marine soviétique et ses alliés au début des années 1970. Leur désignation en Union soviétique était Projet 206M.

## Historique
Il s'agit d'une version dérivée de la classe Shershen. Un plan sustantateur (foil en anglais) a été ajouté à l'avant pour augmenter la vitesse. Ces navires ont une vitesse maximale 40 nœuds en état de la mer 4 et de 35 nœuds en état de la mer 5. Un double canon de 57 mm plus lourd a été ajouté à l'arrière en réponse au développement par l'OTAN de vedette d'attaque rapide équipée du canon Otobreda 76 mm. Les bateaux sont équipés d'un sonar arrière, similaire à ceux des hélicoptères de la marine soviétique. Les tubes lance-torpilles de 533 mm peuvent tirer des torpilles anti-sous-marins ou anti-navires. Les versions destinées à l'exportation n'emportent pas le sonar soviétique.

## Pays utilisateurs
- Russie/ Union soviétique
  - Marine soviétique (29 ou 30 exemplaires selon les sources ont été construits aux chantiers navals de Vladivostok pour la Marine soviétique entre 1972 et 1976). 3 restent aujourd'hui en service dans la marine russe (Flottille de la mer Caspienne). Après la dissolution de l'URSS, deux exemplaires ont été transférés à la marine de la Lettonie et quelques autres unités à la marine ukrainienne.
- Cambodge : 2 navires
- Cuba : 9 navires transférés entre 1979 et 1983[1]
- Éthiopie : 2 navires
- Seychelles : 1 navire
- Vietnam : 5 navires en service dans la marine populaire vietnamienne

### Sources et bibliographie
- (en) Robert Gardiner, Conway's all the World's Fighting Ships 1947-1995, Londres, Conway Maritime, 1995, 675 p. (ISBN 0-85177-605-1, OCLC 34284130)Également publié la même année, sous le même titre avec Stephen Chumbley et Przemysław Budzbon à la Naval Institute Press, Annapolis, MD,  (ISBN 1557501327), (OCLC 34267261).